# Самсоніт
Самсоніт (англ. samsonite; нім. Samsonit m) — мінерал, стибієвий сульфід срібла та манґану.

## Загальний опис
Хімічна формула: Ag4MnSb2S6. Містить (%): Ag — 46,79; Mn — 5,96; Sb — 26,40; S — 20,85. Сингонія моноклінна. Призматичний вид. Утворює призматичні, сильно видовжені (до 2 см) променисті голчасті кристали. Спайність слабка. Густина 5,51. Твердість 2,5—3,0. Колір сталево-сірий. Риса темно-червона. Блиск металічний, напівметалічний. Злом раковистий. Крихкий. Майже непрозорий. У тонких уламках просвічує темно-червоним до бурого.

## Розповсюдження
Зустрічається в гідротермальних родовищах разом з піраргіритом, дискразитом, галенітом, бляклою рудою. Рідкісний. Знайдений на копальні Самсон поблизу Сант-Андреасберг (Гарц, ФРН). Названий за місцем знахідки (Werner, Fraatz, 1910).